# Francisco Ferrer Lerín
Francisco Ferrer Lerín (Barcelone, 1er janvier 1942) est un écrivain et ornithologue espagnol. 

## Biographie
Francisco Ferrer Lerín effectue ses études secondaires chez les jésuites, à Sarria (Galice), ainsi que chez les pères piaristes. A l'âge de dix-sept ans, il commence des études de médecines ainsi que sa carrière littéraire. Il publie son premier livre Des conditions humaines (De las condiciones humanas) en 1964 et, en 1971, rassemble une partie de ses inédits écrits entre 1960 et 1970 en un volume intitulé L'heure ovale (La hora oval), grâce auquel il est finaliste du Premier Prix Maldoror. En 1987 paraît son troisième recueil de poèmes, Cónsul, une anthologie de textes écrits entre 1964 et 1973. Ferrer Lerín effectue aussi la traduction d’œuvres françaises et italiennes : L'homme approximatif de Tristan Tzara, Ossi di seppia d'Eugenio Montale, L'annonce faite à Marie de Paul Claudel, Trois contes de Gustave Flaubert et Le hasard et la nécessité de Jacques Monod.
À la fin des années soixante, Ferrer Lerín s'installe à Jaca pour y travailler, en qualité d'ornithologue, au Centre pyrénéen de biologie expérimentale du CSIC. Il a pour projet de convaincre  les autorités municipales de la nécessité de rétablir les mangeoires à l'intention des oiseaux nécrophages. La légende veut qu'il ait transporté clandestinement des carcasses pour ces oiseaux, et gagné sa vie grâce à ses talents de joueur de poker. Au début des années 70, il s'installe temporairement à Barcelone, passe une licence de philologie hispanique, travaille pour l'éditeur Salvat et rejoint le comité de rédaction de Barral Editores. Au cours des années suivantes, il est attaché au Département des vertébrés du Musée de zoologie de Barcelone, qui dépend de l'université de Barcelone, ainsi qu'à l'ICONA où il participe au plan de rétablissement des populations de grands rapaces nécrophages des Ports de Tortosa-Beseit et de la région pré-pyrénéenne de Lleida et Huesca. A cette époque, il enseigne l'ornithologie de terrain à l'université de Barcelone. En 1979, il participe en qualité de responsable de la section d'ornithologie à la rédaction du Plan de l'Agglomération de Barcelone.
Dans les années 80, Ferrer Lerín se rend en Andalousie avec l'espoir d'obtenir un poste de professeur de linguistique catalane à l'université de Grenade et de terminer sa thèse de doctorat. Par la suite, il est nommé directeur de l'École professionnelle de Serrablo, à Sabiñánigo. Avec des élèves, il crée  une entreprise spécialisée dans la restauration des bâtiments pyrénéens. Il est membre de la Société espagnole d'ornithologie ainsi que du Groupe mondial d'étude des rapaces et rédige des articles pour différentes revues spécialisées (Ardeola, Birds of Prey Bulletin, Arxius de Miscel·lània Zoològica (AMZ), Centro pirenaico de biologia experimental (CPBE). Il collabore avec des périodiques tels que : El País, La Vanguardia, Estaciones, Diario Jaén (es), Poesía española, Rocamador, Diario de Barcelona, Informaciones, El Heraldo de Aragón, Papeles de Son Armadans, Ínsula et El Estado Mental. Il apparaît dans un livre d'Enrique Vila-Matas, qui lui consacre le chapitre seize de Bartleby et compagnie (Bartleby y compañía), et dans une œuvre de Félix de Azúa, El diario de un hombre humillado, qui en propose un fidèle portrait sous le surnom de « Vautour ». Il apparaît également dans un bref épisode de Paseos con mi madre de Javier Pérez Andújar (es).
En 2001, Ferrer Lerín écrit, à la demande de Frederic Amat (es), le scénario d'un film, Die Rabe, scénario qui deviendra finalement un roman, publié en 2005 sous le titre Níquel. Dès lors, sa production littéraire augmente fortement. En 2006, la maison d'édition Artemisa met en valeur son œuvre poétique complète sous le titre Ciudad Propia et, en 2007, Círculo de Lectores/Galaxia Gutenberg publie El bestiario de Ferrer Lerín, issu de son projet de thèse de doctorat sur les ornithonymes du Diccionario de Autoridades, le dictionnaire de l'Académie royale d'Espagne. Un an plus tard paraît chez Eclipsados Papur, ouvrage à l'intention des bibliophiles, comprenant des fac-similés, des articles et des œuvres en prose dont le scénario de Die Rabe. En 2009, Tusquets édite, dans sa collection Nouveaux Textes Sacrés, un nouveau livre de poésie, Fámulo, récompensé en avril 2010 par le Prix de la Critique. En 2011 paraît, toujours chez Tusquets mais dans la collection Andanzas une version révisée et augmentée de Níquel, sous le titre Familias como la mía. En 2012, l'éditeur Menoscuarto publie Gingival, qui rassemble les textes narratifs de son blog. En 2013, Tusquets publie le volume de poésie Hiela sangre. En 2014, l'éditeur Jekyll & Jill publie une sélection de récits oniriques sous le titre Mansa chatarra, et l'éditeur Leteradura le volume de contes 30 niñas . En 2016 sort chez l'éditeur californien Michel Eyquem l'anthologie bilingue de poésie et prose Chance Encounters and Waking Dreams et, chez la maison barcelonaise S.D. Edicions, Edad del insecto, vaste compilation de textes et de dessins que l'on pensait perdus, tandis que le maître imprimeur de Malagua Francisco Cumpián publie l'anthologie alphabétique El primer búfalo. En 2018 paraissent les poèmes de Ciudad Corvina, la prose de Besos humanos en anagrammes, la plaquette Razón y combate et le livre catalogue de l'exposition Ferrer Lerín. Un experimento. En 2019 sont édités par Tusquets un nouveau recueil de poèmes, Libro de la confusión, et l'essai Arte Casual avec la collaboration de divers théoriciens, auteurs et experts en art contemporain. En 2020 paraissent Cuaderno de campo, textes d'entretiens et Grafo Pez, recueil de poèmes.

## Œuvre littéraire
- De las condiciones humanas (poesía), Barcelona, Trimer, 1964.
- La hora oval (poesía), Barcelona, Ocnos, 1971.
- Cónsul (poesía), Barcelona, Península, 1987.
- Níquel (novela), Zaragoza, Mira, 2005 (1ª ed.).
- Ciudad propia. Poesía autorizada (edición de Carlos Jiménez Arribas), La Laguna, Artemisa, 2006.
- El bestiario de Ferrer Lerín, Barcelona, Círculo de Lectores/Galaxia Gutenberg, 2007.
- Papur (prosas), Zaragoza, Eclipsados, 2008.
- Fámulo (poesía), Barcelona, Nuevos Textos Sagrados, Tusquets, 2009.
- Familias como la mía (novela), Barcelona, Colección Andanzas, Tusquets, 2011.
- Gingival (prosas), (edición de Fernando Valls), Palencia, Menoscuarto, 2012.
- Hiela sangre (poesía), Barcelona, Nuevos Textos Sagrados, Tusquets, 2013.
- Mansa chatarra (prosas), (edición de José Luis Falcó), Zaragoza, Jekyll & Jill, 2014.
- 30 niñas (cuentos), Valencia, Leteradura, 2014.
- Chance Encounters and Waking Dreams (poesía y prosas), (edición bilingüe de Arturo Mantecón), San Francisco, Michel Eyquem, 2016.
- Edad del insecto (poesía, prosas y dibujos), (edición de Javier Ozón Górriz), Barcelona, S.D. Edicions, 2016.
- El primer búfalo (poesía), (edición de Juan Buil Oliván), Málaga, 2016.
- Ciudad Corvina (poesía), Valencia, 21veintiúnversos, 2018.
- Besos humanos (prosas), (edición de Ignacio Echevarría), Barcelona, Anagrama, 2018.
- Razón y combate (poesía), Málaga, Ediciones Imperdonables, 2018.
- Ferrer Lerín. Un experimento (libro catálogo), Universidad de Málaga, 2018.
- Libro de la confusión (poesía), Barcelona, Nuevos Textos Sagrados, Tusquets, 2019.
- Grafo Pez (poesía), Madrid, Libros de la resistencia, 2020.

## Essais et articles
- Arte Casual (Ferrer Lerín y AA.VV), Sevilla, Athenaica, 2019.
- Cuaderno de campo (textos de entrevistas), Valencia, Ediciones Contrabando, 2020.

## Traductions
- Le hasard et la nécessité, Jacques Monod, Barcelone, Barral Éditeurs, 1971.
- L'Annonce faite à Marie, Paul Claudel, Estella, Bibliothèque Générale Salvat, 1971.
- Trois contes, Gustave Flaubert, Estella, Bibliothèque Générale Salvat, 1972.
- Ossi di seppia, Eugenio Montale, Madrid, Visor, 1973.

## Prix
- Finaliste du Prix International de Poésie Maldoror (1970) pour La horal oval
- Prix AIPEP (Association Indépendante de Journalistes, Écrivains et Professionnels des Nouvelles Technologies de l'Information) pour Níquel (2005)
- Prix du Ministère de la Culture (2008), dans la catégorie "Œuvres générales et de vulgarisation", pour Le Bestiario de Ferrer Lerín
- Premio de la Crítica de poesía castellana (es) pour Fámulo (2009)
- Prix extraordinaire des Prix Cálamo 2014 pour Mansa chatarra.